# Vườn quốc gia Chiribiquete
Công viên tự nhiên quốc gia Chiribiquete (tiếng Tây Ban Nha: Parque Nacional Natural (PNN) Serranía de Chiribiquete) là vườn quốc gia lớn nhất tại Colombia. Được thành lập vào năm 1989 và sau đó mở rộng thêm vào năm 2013, vườn quốc gia này có diện tích 27.800 kilômét vuông (10.700 dặm vuông Anh) bao gồm dãy núi Sierra de Chiribiquete và các vùng đất thấp xung quanh là các rừng nhiệt đới ẩm, sa-van và sông ngòi.

## Địa chất và khí hậu
Hệ thống núi Sierra de Chiribiquete có thể được chia thành 3 phần riêng biệt. Khu vực phía bắc là nơi cao nhất tại vườn quốc gia, với độ cao dao động từ  800 đến 1000 mét so với mực nước biển. Khu vực trung tâm có độ cao từ 300 đến 400 mét còn phía nam là khu vực không vượt quá 400 mét. Vườn quốc gia có hệ thống sông Japurá với các sông Yarí, Apaporis
Khí hậu tại đây là nhiệt đới ẩm, nhiệt độ trung bình là 24 °C.

## Động thực vật
Vườn quốc gia này đại diện cho hệ động thực vật của Amazon bao gồm các loài Báo đốm, Heo vòi, Đại bàng Harpy. Trong khi đó, thảm thực vật được nhóm lại thành các quần xã sinh vật khác nhau, bao gồm khu vực hoang mạc, rừng ngập mặn, rừng rậm nhiệt đới, rừng ven sông.

## Khảo cổ học
Vào năm 2014, một nhiếp ảnh gia và nhà thám hiểm người Colombia có tên Francisco Forero Bonell đã báo cáo lại những bức ảnh và thước phim quay được trước đó về những bức tranh cổ trên đá và các địa điểm khảo cổ học tại vườn quốc gia. Với hơn 36 nơi trú ẩn trong đá có kích thước và vị trí khác nhau đã xác định được tổng số 250.000 hình vẽ, được coi là khám phá vĩ đại nhất về tranh hang động tại Amazon. Hình vẽ lâu đời nhất có niên đại cách đây 19.510 năm.